# Phreatoicopsis terricola
Phreatoicopsis terricola är en kräftdjursart som beskrevs av Spencer och Hall 1896. Phreatoicopsis terricola ingår i släktet Phreatoicopsis och familjen Phreatoicopsidae. Inga underarter finns listade i Catalogue of Life.